# توتشيغي (محافظة)
محافظة توتشيغي (باليابانية: 栃木県 توتشيغي-كن) هي محافظة في اليابان تقع في منطقة كانتو من جزيرة هونشو، عاصمتها هي مدينة أوتسونوميا. تشتهر أوتسونوميا بوجود العديد من محلات أكلة الغيوزا. أيضا في أوتسونوميا يقع أكبر مراكز التسوق في شمال منطقة كانتو وهو بيل مول.
كما تشتهر محافظة توتشيغي بموقع نيكو الذي يضم العديد من أضرحة الشنتو القديمة والمعابد البوذية التي وضعتها اليونسكو على لائحة مواقع التراث العالمي.
من المواقع الشهيرة الأخرى في توتشيغي منطقة تسمى ناسو تشتهر بمواقع الأونسين والبحيرات المحلية ومنتجعات التزلج. وتمتلك العائلة الإمبراطورية فيلا في منطقة ناسو.

## نظرة عامة
تقع محافظة توتشيغي بين محافظات الجزء الشمالي من منطقة كانتو وهي على تماس مع محافظة إيباراكي، محافظة غونما، محافظة سايتاما، ومحافظة فوكوشيما.
من الممكن تصنيف توتشيغي على أنها من المناطق المعتدلة الرطبة مع تغيرات واسعة في درجة الحرارة. حيث في الشتاء تكون الرياح جافة وقاحلة، في حين أن فصول الصيف تكون رطبة مع عواصف رعدية متكررة.
ازداد عدد السكان حتى عام 2005، ولكنها بدأت في الانخفاض في عام 2006 بالترافق مع انخفاض عدد سكان اليابان. يقطن حوالي 500,000 شخص في عاصمة المحافظة أوتسونوميا، والباقون موزعين على 14 مدينة أخرى و 17 بلدة في المحافظة.
يقع في وسط المحافظة أكبر سهل مفتوح في منطقة كانتو. تقع قمم شيرانه (2578 م)، نانتاي (2484 م) وناسوداكه (1917 م) الجبلية في الجزء الشمالي من المحافظة. تنبع أنهار كينوغاوا، ناكاغاوا، واتاراسه في المحافظة والتي تتدفق عبر سهل كانتو قبل أن تصب في المحيط الهادي. تعد محافظة توتشغي ذات الترتيب 20 بين محافظات اليابان من حيث المساحة التي تبلغ 6,408 كيلومترا مربعا.

## التاريخ
في أواخر القرن السابع كان موقع محافظة توتشيغي هو مقاطعة شيموتسكه. خلال ذلك الوقت كان بني معبد شيموتسكه-ياكوشي، مما جعلها العاصمة البوذية في منطقة كانتو.
في أوائل القرن الخامس عشر، أسست جامعة أشيكاغا، أقدم مدرسة للتعليم العالي في اليابان وأعيد تأسيسها في القرن السادس عشر لتضم ما يزيد على 3000 طالب.
في أوائل القرن السابع عشر، تم توحيد اليابان على يد الشوغون توكوغاوا إياسو، وبعد وفاته، بنيت توشوغو في نيكو في الأرض التي اعتقد الشوغون أنها أرض مقدسة لحماية وعبادة إياسو. وكان لإنشاء توشوغو في نيكو عام 1617 أثر على جلب الاهتمام الوطني إلى نيكو. كما أن شوغونية توكوغاوا أنشأت طريق نيكو (日光街道، وجزءا من الطريق الرئيسية التي تربط نيكو مع إيدو) وذلك لتسهيل الوصول إلى معبد عبادة إياسو مؤسس شوغونية توكوغاوا.
في أواخر القرن التاسع عشر سقطت شوغونية توكوغاوا وأنشأت الحكومة الجديدة والمحافظات. تأسست عاصمة المحافظة في مدينة توتشيغي بعد توحيد محافظة أوتسونوميا ومحافظة توتشيغي في عام 1873. وبحلول 1884 انتقلت العاصمة إلى مكانها الحالي في أوتسونوميا.

## البلديات

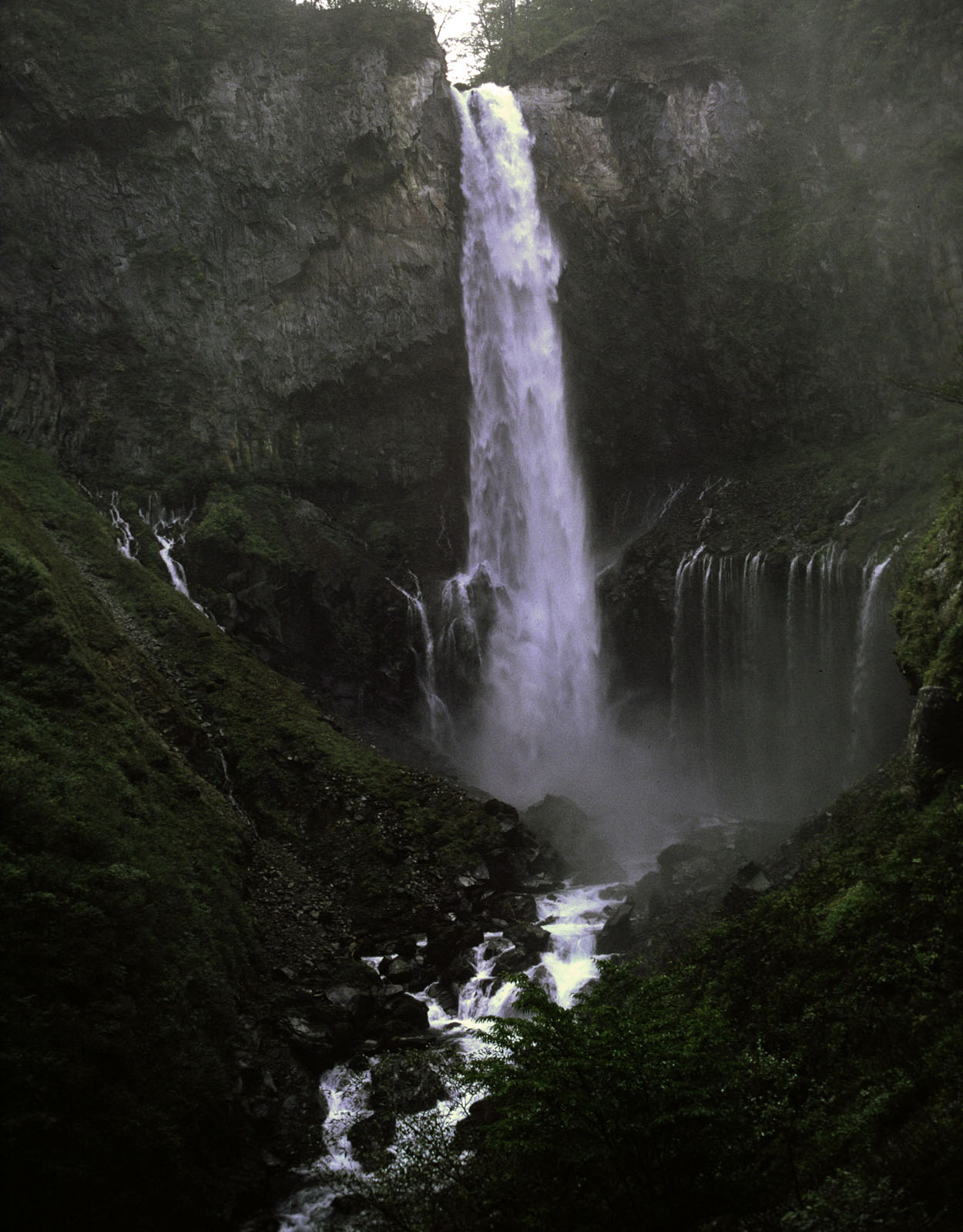
شلالات كوغين في نيكو.

### مدن
هناك أربعة عشر مدينة في محافظة توتشيغي هي:
|  | - أشيكاغا - كانوما - موكا - ناسوكاراسوياما |  | - ناسوشيوبارا - نيكو - أوتاوارا - أوياما - ساكورا |  | - سانو - شيموتسوكه - توتشيغي - أوتسونوميا (العاصمة) - يايتا |

### بلدات
هذه هي البلدات في كل مقاطعة:
|  | - مقاطعة هاغا هاغا إيتشيكاي ماشيكو موتيغي - مقاطعة كاميتسوغا نيشيتاكا |  | - مقاطعة كاواتشي كامينوكا - مقاطعة ناسو ناسو ناكاغاوا |  | - مقاطعة شيموتسوغا فوجيوكا إيوافونه ميبو نوغي أوهيرا تسوغا - مقاطعة شيويا شيويا تاكه-نيزاوا |

## الصناعة والزراعة
على اعتبار قرب موقع توتشيغي من طوكيو فهي تعد مركزا للعديد من الشركات والمناطق الصناعية، بما فيها منطقة كيوهارا الصناعية التي تعد من أكبر المجمعات الصناعية الداخلية في اليابان.
تشكل الصناعة حوالي 36.6 ٪ من إجمالي إنتاج المحافظة. تشمل الصناعة بشكل رئيسي قطع غيار المركبات وملحقاتها، تليها صناعة السيارات، أجهزة الراديو والتلفزيون، والمواد الصيدلانية، ومعدات الاتصالات اللاسلكية.
فيما يلي نسبة السلع المصنعة في توتشيغي مرتبة بحسب أكبر حصة من السوق في اليابان :
| المنتج:                                    | مشاركة |
| ------------------------------------------ | ------ |
| عدسات                                      | 71.3 ٪ |
| معدات الأشعة السينية للاستخدامات الطبية    | 54.5 ٪ |
| الآلات والأجهزة الكهربائية للاستخدام السني | 23.5 ٪ |
| معدات الأشعة السينية                       | 57.5 ٪ |
| أجزاء قوالب حقن البلاستيك                  | 14.1 ٪ |

 (تقرير التحليل الصناعي لعام 2004 الذي نشرته وزارة الاقتصاد والتجارة والصناعة)
يبلغ الناتج السنوي الإجمالي الزراعي في محافظة توتشيغي نحو 274 مليار ين. تشمل المنتجات الأرز، والخضراوات، ومنتجات الماشية. تشتهر توتشيغي بإنتاج الفراولة، والثوم الصيني، والكمثرى اليابانية التي تباع في جميع أنحاء اليابان، وتصدير أيضا إلى بلدان أخرى. تغطي الغابات حوالي 55 ٪ من مساحة توتشيغي. تشكل منتوجات الفطور مثل فطر شييتاكه حوالي نصف صناعة الغابات، ويبلغ إنتاجها السنوي حوالي 5.6 مليار ين.

## التعليم
يوجد في محافظة توتشيغي العديد من الجامعات والكليات بما في ذلك مختلف العلوم والتكنولوجيا، والأدب، والطب، والتعليم، والفنون. فيما يلي قائمة لبعض من الجامعات الموجودة في توتشيغي:
- جامعة أوتسونوميا
- معهد أشيكاغا للتكنولوجيا
- الجامعة الدولية للصحة والرعاية الاجتماعية، أوتاوارا
- جامعة ساكوشين غاكوين، أوتسونوميا
- مدرسة جيتشي الطبية، شيموتسوكه
- جامعة نيكو، أوتسونوميا
- مدرسة الطب في جامعة دوكو، ميبو
- جامعة كيووا أوتسونوميا، أوتسونوميا وناسوشيوبارا
- جامعة هاكوه، أوياما
- جامعة بونسي للفنون، أوتسونوميا
- معهد أوياما الوطني للتكنولوجيا
- معهد توتشيغي للصناعة والتكنولوجيا (المتوسط) أوتسونوميا
- معهد توتشيغي للصناعة والتكنولوجيا (الشمالي) ناسو
- معهد توتشيغي للصناعة والتكنولوجيا (الجنوب) أوتسونوميا

## الرياضة
تنتمي الفرق الرياضية المدرجة أدناه إلى محافظة توتشيغي.
كرة القدم
- توتشيغي سي. إس. (أوتسونوميا)

هوكي الجليد
- نيكو أيس باكس (نيكو)

كرة السلة
- توتشيغي بريكس

رياضة السيارات
- حلبة موتيغي توين رينغ

## السياحة
من أشهر المعالم السياحية في المحافظة هي حديقة نيكو الوطنية التي سجلت في قائمة التراث العالمي لمنظمة اليونسكو في عام 1999 على اعتبارها عاشر موقع للتراث العالمي. ويشمل هذا رينو-جي نيكو توشو-غو، جبل نانتاي، وضريح فوتاراسان. كما تشتهر شلالات كيغون لدى السياح.

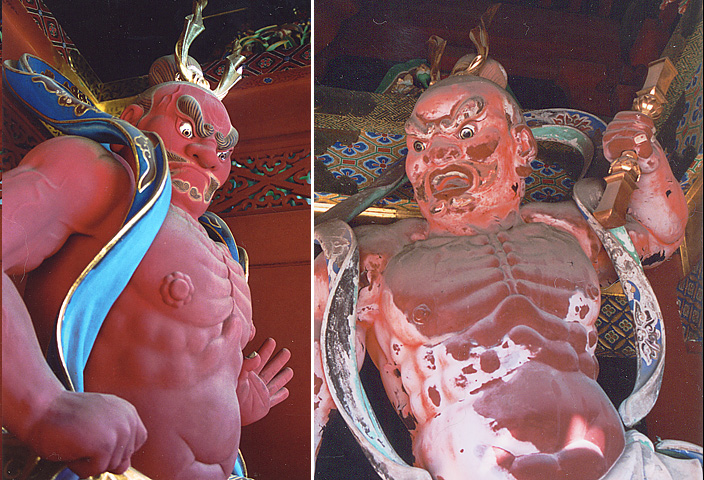
التماثيل في نيكو.

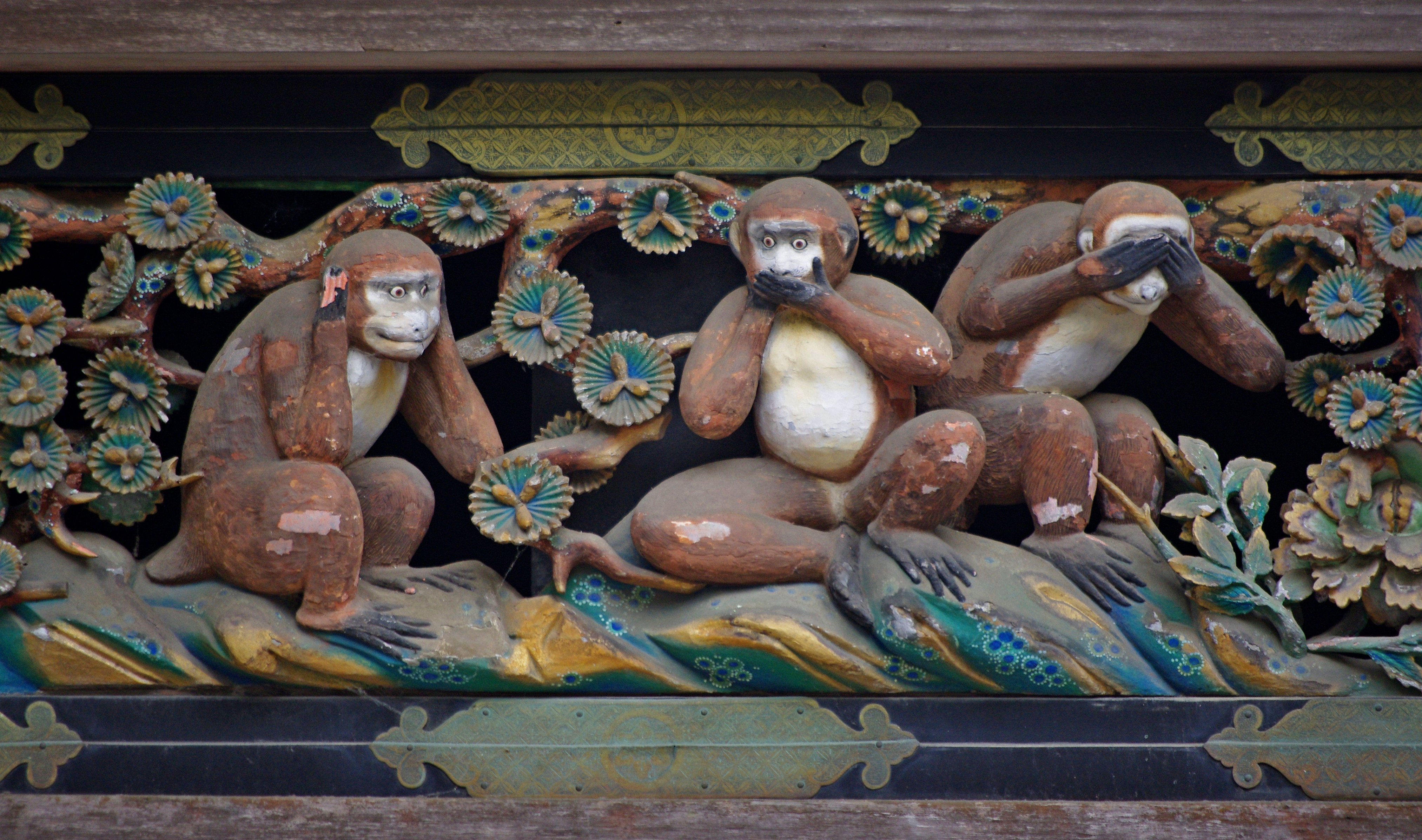
قرود الحكمة الثلاثة في نيكو توشو غو.

كما يوجد في المحافظة أقدم جامعة في اليابان، وهي جامعة أشيكاغا، وكذلك المدن التقليدية مثل مدينة توتشيغي التي تعتبر أيضا جزء من تراث المحافظة الغني.
من المعالم الأكثر حداثة وعصرية هو حلبة سباق توين رينغ موتيغي، الحلبة الوحيدة التي تستضيف سباق إنديكار خارج الولايات المتحدة. كما يستضيف المضمار أحداث أخرى كثيرة بما في الفورمولا وان وسباقات الدراجات النارية، فضلا عن المهرجانات واستعراضات الألعاب النارية.
هناك العديد من الاحتفالات والمهرجانات التقليدية في المحافظة مثل نيكو توشو غو، مهرجان الرماية من على ظهر الخيل، ومهرجان الخريف في مدينة توتشيغي.
من المعالم السياحية الأخرى
- نيكو توشو غو
- رينو-جي
- ضريح فوتاراسان
- شلالات كيغون
- بحيرة تشوزينجي
- شلالات كيريرفوري
- ماشيكو
- نبع شيوبارا الحار
- منتجع ناسو
- نبع كينوغاوا الساخن

## وسائل النقل

### الطرق
يمر طريق توهوكو السريع عبر المحافظة على طول محور الشمال والجنوب رابطا إياها بالمحافظات المجاورة، بالإضافة إلى الطريق رقم 4 الجديد والقديم 4. كما يمتد الطريق رقم 50 من الشرق إلى الغرب الذي يربط جنوب توتشيغي مع محافظة غونما وإيباراكي.
كما يربط طريق كيتا-كانتو السريع توتشيغي مع غونما وإيباراكي.

### السكك الحديدية
يعتبر خطي توهوكو شينكانسن وجيه آر أوتسونوميا هما خطي السكك الحديدية الرئيسية التي تربط بين شمال وجنوب توتشيغي. يستغرق الشينكانسن حوالي 43 دقيقة بين محطة طوكيو إلى جنوب توتشيغي. كما أن أجزاء كثيرة من توتشيغي تقع ضمن محيط التنقل لوسط طوكيو. كما يربط خطي ميتو وريومو محافظة توتشيغي إلى الشرق والغرب مع محافظتي إيباراكي وغونما.
- شركة سكك حديد شرق اليابان
  - توهوكو شينكانسن
  - خط شونان - شينجوكو
  - خط أوتسونوميا (خط توهوكو الرئيسي)
  - خط نيكو
  - خط ريومو
  - خط ميتو
  - خط كاراسوياما

### السفر بالطائرة
يقع مطار فوكوشيما على مسافة ما يقرب من ساعة بالسيارة من أوتسونوميا على طول طريق توهوكو السريع. يستخدم مطار ناريتا الدولي للنقل الجوي الدولي الذي يقع إلى الشرق من طوكيو، والذي يبعد ثلاث ساعات تقريبا بالسيارة من أوتسونوميا.

## وصلات خارجية
- الموقع الرسمي لمحافظة توتشيغي
- موقع الرابطة الدولية لمحافظة توتشيغي